# Heinz Dieterich

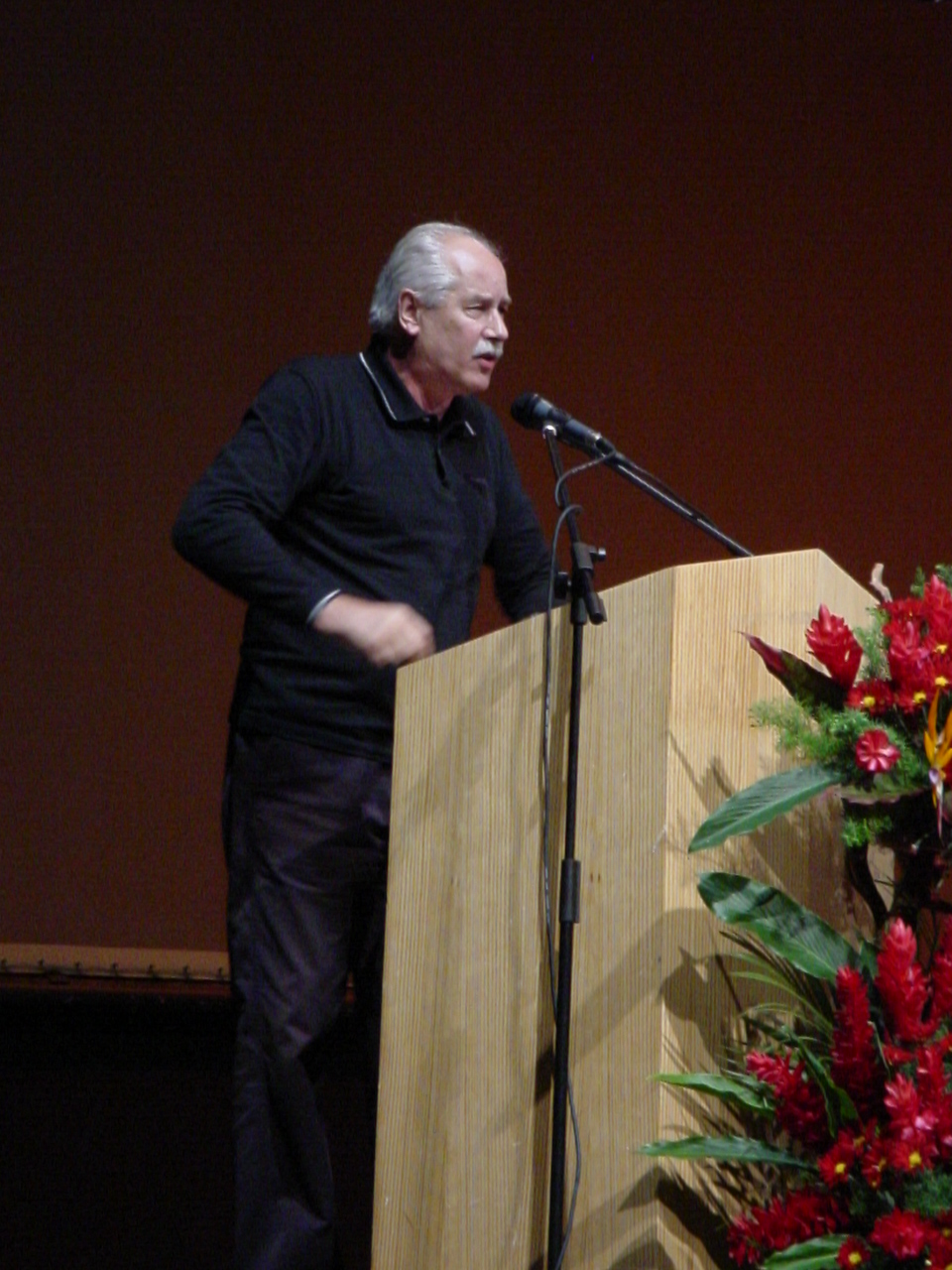
Heinz Dieterich

Heinz Dieterich oder Heinz Dieterich Steffan (* 1943 in Rotenburg (Wümme)) ist ein deutscher Soziologe und Autor mit den Arbeitsschwerpunkten Nationalökonomie, Kritik der politischen Ökonomie und politische Soziologie. Er verfasste „Der Sozialismus des 21. Jahrhunderts“ (1996) sowie zwei Bücher mit bzw. über Noam Chomsky.

## Leben
Nach einer Lehre als Großhandelskaufmann im Holz- und Baustoffhandel erlangte er über den zweiten Bildungsweg die Hochschulreife, studierte Soziologie bei Theodor W. Adorno und Max Horkheimer in Frankfurt am Main und promovierte schließlich in Bremen. Anschließend arbeitete er als Postdoktorand über Programme zum akademischen Austausch an lateinamerikanischen Universitäten. Seit 1977 ist Heinz Dieterich Professor mit einem Lehrstuhl für Soziologie und Methodologie an der Universidad Autónoma Metropolitana (UAM) in Mexiko-Stadt und Mitglied der World Association for Political Economy.
Neben Arno Peters gilt Heinz Dieterich als Protagonist der neuen „Bremer Schule“ der Sozialwissenschaftler, die sich für eine ihrer Ansicht nach „gerecht(er)e“ und vor allem ökonomisch begründete, Weltwirtschaftsordnung nach dem sogenannten Äquivalenzgrundsatz engagieren. Heinz Dieterichs Ansatz nimmt darüber hinaus kybernetische Ansätze zur Steuerung gesamtwirtschaftlicher Planungsprozesse zur Begründung eines „Computer-Sozialismus“ (Konrad Zuse) des 21. Jahrhunderts auf.
Heinz Dieterich hat seit seiner Leitstudie „Produktionsverhältnisse in Lateinamerika“ (Gießen 1977) mehrere Bücher, Forschungsberichte und Essays über lateinamerikanische Entwicklungsprozesse veröffentlicht. Einige seiner Bücher sind auch auf Deutsch erschienen. Nach der Publikation von 20 Büchern in 15 Ländern veröffentlicht Heinz Dieterich auch im Internet, hauptsächlich auf der Website rebelion.org. Nach Angaben des Kai-Homilius-Verlages, der die meisten seiner jüngeren Werke herausgab, ist Dieterich in Kuba der meistveröffentlichte Autor zeitgenössischer politischer Werke.

## Sozialismus des 21. Jahrhunderts
In Dieterichs Buch „Der Sozialismus des 21. Jahrhunderts. Wirtschaft, Gesellschaft und Demokratie nach dem globalen Kapitalismus“  findet sich die Grundthese der nachhaltigen und weltweiten Erschöpfung aller wesentlichen bürgerlichen Institutionen und der Notwendigkeit eines postkapitalistischen Entwicklungswegs.
Seine Thesen um den Sozialismus des 21. Jahrhunderts werden in Venezuela innerhalb der Anhängerschaft des im März 2013 verstorbenen Präsidenten Hugo Chávez im Zusammenhang mit der bolivarianischen Revolution diskutiert. Dieterich galt zumindest zeitweise als (informeller) Berater des vom venezolanischen Staatspräsidenten Chávez vertretenen „bolivarischen“ Entwicklungsprozesses. Nachdem Heinz Dieterichs Freund, der ehemalige Verteidigungsminister Raúl Baduel, beim venezolanischen Präsidenten in Ungnade gefallen war, weil er die geplante Verfassungsreform ablehnte, kühlte sich auch das Verhältnis Dieterichs zu Hugo Chávez ab.
Dieterichs programmatisches Werk zur politischen Situation nach dem Zusammenbruch des Kommunismus in Osteuropa wurde von dem verstorbenen venezolanischen Präsidenten Hugo Chávez begeistert zur Lektüre empfohlen. In Deutschland erschien 2006 die zweite, erweiterte Auflage.
Dieterichs Arbeit geht von der Grundthese aus, dass es weder Kapitalismus noch Sozialismus bisher gelungen ist, die drängenden Probleme der Menschheit wie Armut, Hunger, Ausbeutung, Unterdrückung, Zerstörung der natürlichen Lebensgrundlagen und reale Teilhabe an Demokratie zu lösen.
Sein Gegenentwurf als „Neues historisches Projekt“ bzw. als Weiterentwicklung bisheriger repräsentativer Demokratie beschreibt er als „Partizipative Demokratie“ und gibt folgende Merkmale an:
1. Äquivalenzökonomie
2. Direkte Demokratie
3. Rational-ästhetisches Subjekt
4. Partizipative Institutionalität

## Publikationen
- „Der Sozialismus des 21. Jahrhunderts. Wirtschaft, Gesellschaft und Demokratie nach dem globalen Kapitalismus.“ Kai Homilius Verlag, 2006. ISBN 3-89706-652-1 (Einleitung)
- „Kuba — nach Fidel. Kann die Revolution überleben?“ Kai Homilius Verlag, 2006
- „Neues historisches Projekt“, in: Mit dem Sozialismus rechnen. Berlin: Verlag 8. Mai, 2006, S. 9–11